# The Glory Guys
The Glory Guys (en España conocida como Gloriosos camaradas) es una película estadounidense de 1965 basada en la novela The Dice of God de Hoffman Birney. Filmado por Levy-Gardner-Laven y lanzado por United Artists, está protagonizado por Tom Tryon, Harve Presnell, Senta Berger, James Caan y Michael Anderson, Jr. El guion de la película fue escrito por Sam Peckinpah mucho antes de que se hiciera la película de 1965, empezó el rodaje, pero fue sustituido por Arnold Laven.
Aunque es un western ficticio basado en el Séptimo Regimiento de Caballería de George Armstrong Custer en la Batalla de Little Bighorn, la película es casi una historia de guerra genérica que cubre el alistamiento, el entrenamiento y el despliegue operativo de un grupo de reclutas que podría tener lugar en cualquier periodo de tiempo. La trama principal sigue a dos soldados de caballería que trabajan bajo el mando de un general duro, que luchan contra los indios de las llanuras y que están enamorados de la misma mujer.
La película a gran escala se realizó en Durango, México, con un gran número de jinetes extras y la escena de batalla final coreografiada en un área de 81 km². Los títulos fueron dibujados por Joseph Mugnaini para Format Productions. Las versiones de la canción principal fueron hechas para Al Caiola y cantadas por Frankie Laine. Riz Ortolani compuso la partitura y la canción del título.

## Argumento
El capitán Harold se incorpora en Fort Doniphan al Tercer Regimiento de Caballería. El general McCabe, comandante del fuerte, a pesar de que las órdenes del gobernador, pretende aniquilar a los sioux, en lugar de obligarlos a permanecer en las reservas. Pero la ambición del general se antepone a la consecución de su gloria personal y sacrificar a sus hombres para ello. Sin embargo, el capitán Harrod no está dispuesto a ser la marioneta de un superior corrupto y desquiciado.

## Reparto
- Tom Tryon como el Capitán Demas Harrod.
- Harve Presnell como Scout Sol Rogers.
- Senta Berger como Lou Woddard.
- Michael Anderson Jr. como soldado  Martin Hale.
- James Caan como soldado Anthony Dugan.
- Slim Pickens como el sargento James Gregory.
- Erik Holland como soldado Clark Gentry.
- Adam Williams como soldado Lucas Crain.
- Andrew Duggan como el general Frederick McCabe.
- Peter Breck como el teniente Bunny Hodges.
- Laurel Goodwin como Beth Poole.
- Jeanne Cooper como Mrs. Rachael McCabe.
- Robert McQueeney como Mayor Oliver Marcus.
- Wayne Rogers como el teniente Mike Moran.
- Michael Forest como Fred Cushman.